# Brăești (Buzău)
Pour les articles homonymes, voir Brăești.
Brăești est une commune du județ de Buzău en Roumanie.